# 영종운수
영종운수(永宗運輸)는 인천광역시의 시내버스 회사이다. 차고지 및 사무실은 인천광역시 중구 영종순환로877번길 29 (운북동)에 있다.

## 주요 연혁
- 1979년 9월 1일: 회사 설립. 본사는 당시 인천직할시 북구 병방동에 본사를 두었다.
- 1991년: 인천시 시내좌석버스를 개통하였으며, 공동배차로 운행하였다.
- 1995년 10월 9일: 본사를 인천광역시 서구 석남동 223-177로 이전.
- 1998년 9월: 보유했던 좌석버스를 강인여객에 매각하였고, 강인여객으로부터 버스 10대를 양도받아 증차하였다.
- 1999년 9월: 경인여객의 폐업으로 경인여객이 보유했던 버스 11대를 받아 증차하였다.
- 2001년 1월: 인천시내버스 2차 고정배차제 시행으로 1번, 5번, 7번, 17번, 17-1번, 77번 버스를 배정받아 운행하였다.
- 2001년 10월: 5번 시내버스를 인천버스에 매각.
- 2002년 1월 29일: 본사를 현 위치인 서구 금곡동 519-8로 이전.
- 2002년 1월: 1번 시내버스를 신동아교통에 매각하였고, 노선의 기점도 금곡동 영풍운수에서 금오동 영은슈퍼 앞으로 노선을 변경하였다.
- 2002년 2월: 17번 시내버스를 세원교통에 매각하였다.
- 2002년 5월: 17-1번 시내버스(수봉공원-동인천역-인천교-석남동-서구청-검단4거리-김포시청)노선을 신동아교통에 매각하였다.
- 2003년 3월: 마전지구-당하,원당지구-귤현역으로 가는 78번 시내버스를 신설 개통하여 운행하였다.
- 2003년 10월: 78번 시내버스를 강화교통에 매각하였으나 2004년 폐선되었다.
- 2004년 11월: 동서교통의 폐업으로 보유했던 42번과 42-1번 시내버스를 인수받아 운행하였다.
- 2005년 2월: 송도버스로부터 3번 시내버스를 인수받아 운행하였다.
- 2006년 5월 16일: 78번 시내버스(마전지구-검단4거리-당하,원당지구-개화역-김포국제공항)노선이 신설 운행.
- 2007년 3월 15일: 78번 시내버스 김포공항 종점에서 송정역으로 연장운행 하였다.
- 2008년 9월 1일: 78번 시내버스노선을 인천선진교통에 매각하였다. 그해 3번 시내버스도 인강여객에 매각하였다.
- 2009년 7월 1일: 강인여객에서 운행했던 영종도 시내버스 202번, 203번, 221번, 222번 시내버스를 인수받아 운행하였다.
- 2011년 3월 1일: 신백승여행사로부터 903번 간선급행버스를 인수받아 운행하였다.
- 2015년 10월 12일 ~ 2016년 2월 4일: 파행운행으로 면허가 취소된 인천여객의 320번 공항좌석버스를 단독배차 운행하였다.
- 2016년 7월 15일: 인천지하철 2호선 개통에 따른 시내버스 대개편에 맞춰 본사를 인천광역시 서구 가정로 231 (석남동)으로 이전하였다.
- 2016년 7월 30일: 인천시내버스 개편으로 7번 버스를 인천교통공사에 양도하였다.
- 2017년 4월 15일: 81번 시내버스 노선이 송림고개에서 - 도화이편안한아파트를 경유해 도화역 방향으로 변경과 송도신도시 구간 투모로우시티 종점에서 캠퍼스타운역 카톨릭대학교에서 송도스마트벨리로 노선이 변경되었다.
- 2017년 8월 1일: 계열사 정희운수를 설립하여 903번 버스를 양도함
- 2018년 1월 27일: 202번 간선버스 종점이 인천국제공항 T1에서 인천국제공항T2로 연장 운행하였다.
- 2018년 2월 10일: 인천국제공항에서 영종역구간의 598번 지선버스노선을 새로 개통과 203번 간선버스 노선이 인천국제공항 T2로 연장운행 하였다.
- 2019년 3월 1일: 81번 시내버스 노선이 송도에듀포레푸르지오 - 호반베르디움 - 재능대학교 송도캠퍼스로 노선이 변경되어 운행중이다.
- 2019년 3월 30일: 중산중학교 개교와 이편한세상2차 아파트, 센트럴푸르지오자이 입주로 598-1번 노선이 신설 운행중이다.
- 2019년 9월 7일: 202번 간선버스 노선 단축, 205번 간선버스 노선이 신설 운행. 81번과 82번이 석남동 영풍운수에서 율도근린공원으로 연장운행과 42번은 북항부두-석남동 영풍운수에서 청라BRT차고지로 기점변경 42-2번도 기점이 청라BRT차고지로 기점이 변경되었다.
- 2020년 12월 31일: 인천시내버스개편으로 47번과 206번 신설및 7번 송림동진로아파트로 연장변경운행및 202번 기점이 율도근린공원으로 변경되어 운향
- 2022년 5월 1일: 영종도 경유 노선에 집중하기 위해, 202번 제외 본사노선인 7번,42번,47번,81번을 마니교통에 이관했다.
- 2023년 5월 11일: 영풍운수 주식회사에서 현 명칭인 영종운수 주식회사로 사명을 변경하였다.

## 시외지역 버스 노선 연장 및 신설
2000년 후반까지만 했어도 당시 17-1번(現 17번)시내버스의 종점은 인천 서구 불로동과 김포시 경계지점이었다. 이 전에도 인근 거주 주민들이 바로 코앞 김포시로의 버스연장 민원이 이어졌고, 이 후 노선이 김포시로 연장되어 2001년 2월부터 운행을 시작하였다. 17-1번 시내버스 노선연장 이후 김포시에서 인천시로 오가는 불편해소에 크게 기여를 하였다. 그리고 지금은 김포한강신도시 부근인 김포우리병원으로 기점이 변경되어 김포시와 인천시 사이에 불편했던 대중교통 왕래가 편해졌다.
2006년 3월 인천시내버스 최초로 서울특별시로의 시내버스 신설이 되는 순간이다. 이 전까지는 인천에서 서울로 가는 버스의 당시 300번과 301번 좌석버스를 제외하면 95%이상은 경기도 부천시,김포시,수원시 버스 업체들이 운행하였다. 78번 시내버스로 마전지구-검단4거리-당하,원당지구-개화역-김포공항으로의 78번 시내버스를 개통하여 운행하였다. 이후 저렴한 요금으로 인천과 서울을 왕래하는 시내버스 신설로 대중교통의 편의성에도 크게 기여를 하였다. 이후 김포공항에서 송정역으로 노선이 연장되었다.
그러나 17-1번은 2002년 5월 당시 신동아교통에 매각되어 운행하다 17번으로 변경되었고, 78번 시내버스는 2008년 당시 인천선진교통에 매각되어 현재 운행중이다.

## 운행 노선

### 간선버스
| 운행노선 | 운행구간                     | 운행구간 | 운행구간                   | 배차간격 (분) | 인가 대수 | 비고                                |
| -------- | ---------------------------- | -------- | -------------------------- | ------------- | --------- | ----------------------------------- |
| 202번    | 대우하나아파트(봉수초등학교) | ↔        | 인천공항T1(3층14번)        | 13 - 20       | 17        |                                     |
| 202A번   | 신현여자중학교후문           | ↔        | 인천공항T1(3층7번)         | 10            | -         | 새벽 2회 운행. 202번 차량으로 운행  |
| 203번    | 영종선착장입구               | ↔        | 인천공항T2(8)번출입구(3층) | 15 - 17       | 10        |                                     |
| 204번    | 영종아레나                   | ↔        | 입구지입구                 | 55 - 70       | 3         |                                     |
| 205번    | 영종아레나                   | ↔        | 인천공항T2(8)번출입구(3층) | 10 - 12       | 5         |                                     |
| 206번    | 영종공영차고지               | ↔        | 공항중학교                 | 25~28         | 6         | 2020년 12월 31일 신설 저상버스 운행 |
| 222번    | 인천공항T1(3층7번)           | ↔        | 큰무리선착장               | 60 - 70       | 1         |                                     |
| 222A번   | 당하동탑스빌아파트           | ↔        | 인천공항T1(3층7번)         | 0             | 1         | 새벽 1회 운행. 222번 차량으로 운행. |
| 222B번   | 인천공항T1(3층7번)           | ↔        | 마시란해변(전주집)         | 60            | 1         | 저녁 2회 운행. 222번 차량으로 운행. |

### 인천이음버스
| 운행노선    | 운행구간       | 운행구간 | 운행구간        | 배차간격 (분) | 인가 대수 | 비고                       |
| ----------- | -------------- | -------- | --------------- | ------------- | --------- | -------------------------- |
| 인천e음15번 | 영종역         | ↔        | 우미린2단지정문 | 45 - 60       | 1         |                            |
| 인천e음16번 | 영종공영차고지 | ↔        | 삼목선착장      | 35 - 45       | 2         | 햇내로공원입구 경유.       |
| 인천e음17번 | 영종공영차고지 | ↔        | 삼목선착장      | 45 - 55       | 2         | 넙디, 영종유승한내들 경유. |

## 과거 보유 노선
1, 5, 7-1, 17, 17-1, 78번 등 6개 노선을 과거에 소유하였다.
1번과 17-1번(現 17번)은 선진네트웍스 계열 신동아교통에 양도되었으나, 이중 양도되었던 17-1번은 17번으로 번호가 바뀌었지만 훗날 강화교통에 매각되었다.
또한 3번은 現선진네트웍스 계열 송도버스로부터 인수 받았으나, 인강여객에 양도된 후,과거 방계회사였던 성민버스 인천법인(現신화여객계열)으로 이양된 즉시 3-1번과 3-2번으로 분리되었고, 5번(가좌동 - 현대제철 - 제물포역 - 주안역)은 용현운수(기존것은 폐선되었고, 지금은 38-1번 운행 구간과 비슷)에 이양되었고,
7-1번은 강인여객 계열 청라교통에 양도되었다.
그리고 옛 17번 같은 경우 (수봉공원 - 동인천역 - 서구청 - 서구 오류동) 세원교통에(훗날 폐지) 양도되었고, 맨 먼저 만들었던 이전 78번(마전지구 - 귤현역)은 선진여객에(現 폐지) 양도되었고,
현재의 78번(마전지구 - 검단4거리 - 원당,당하지구 - 김포공항 - 송정역)은 인천선진교통에 양도되었다.(현재는 인천제물포교통에서 운행 중)
- ● 7번:청라 BRT 차고지 ~ 동인천역 (마니교통으로 이관)
- ● 42번:청라 BRT 차고지 ~ 구월아시아드선수촌 (마니교통 이관)
- ● 42-1번: 청라지구(국제업무단지) ~ 검암역 (2016년 7월 30일 폐선)
- ● 47번:석남동 ~ 서창동(마니교통 이관)
- ● 77번: 금곡동 ~ 터미널 (2016년 7월 30일 폐선)(현재 미추홀교통에서 운행하는 77번과는 무관)
- ● 77-1번: 청라지구(국제업무단지) ~ 정서진(경인항) (2016년 7월 30일 폐선)
- ● 77-2번: 청라지구(국제업무단지) ~ 세어도 입구 (일 2회 운행) (2016년 7월 30일 폐선)
- ●81번: 석남동 영풍운수 ~ 송도 제2 차고지 (마니교통 이관)
- ● 83번: 석남동 영풍운수 ~ 영종하늘도시 우미린아파트 (2016-07-30 ~ 2016-12-03)
- ● 84번: 석남동 영풍운수 ~ 영종역 (2016-07-30 ~ 2016-12-03)
- ● 201번: 운서역 ~ 삼목선착장
- ● 202A번: 금곡동 영풍운수 - 당하동 탑스빌아파트 - 검암역 입구 - 공촌4거리 - 서부공단 - 인천국제공항
- ● 221번: 구읍나루(영종선착장) ~ 공항화물터미널 (2016년 12월 3일 폐선)
- ● 221-1C번: 금곡동 영풍운수 - 당하동 탑스빌아파트 - 검암중학교 - 공촌4거리 - 경서지구 입구 - 운서역
- ● 222C번: 영종선착장 - 송산입구 - 월촌3거리 - 돌팍재3거리 - 영종초등학교 - 중산동 - 농협앞(전소) - 전소 - 영종물류고등학교 - 남뒤3거리 - 운남동 - 운서초등학교 - 금호어울림 아파트 - 교육연수원 - 운서역 - 롯데마트 (영종점) - 운서역 - 주거단지 - 공항교회 앞 - 공항중학교 - 풍림아파트 - 인천국제공항 - 하얏트호텔 - (왕산 발 - 영종선착장 행: 이마트(영종점) - 인천국제공항공사(국제업무단지)) - 거잠포회센터 - 잠진도(종점)
- ● 903번: 불로동 ~ 터미널 (인천터미널) (반환 시: 이토타워 - 길병원)(이 노선은 신백승여행사로부터 이관받은 노선이다./ 현재 세원교통으로 운행하고 있다.)

### 중구공영버스
- 중구공영버스 1번 : 운서역 ↔ 영종역
- 중구공영버스 2번 : 운서역 ↔ 용유출장소
- 중구공영버스 2-1번 : 인천국제공항 ↔ 거잠포회센터
- 중구공영버스 3번 : 영종선착장 ↔ 영종역
- 중구공영버스 4번 : 영종역 ↔ 영종중학교
- 중구공영버스 5번 : 영종버스공영차고지↔(금호베스트빌1단지.영종도서관)
- 중구공영버스 6번 : 광명항 ↔ SK동인천역
- 중구공영버스 6-1번 : 전소 ↔ 하나개해수욕장

## 보유 차종

#### KGM커머셜
- 에디슨모터스 E-화이버드
- KGM 스마트 110

#### 자일대우버스
- 자일대우 NEW BS090
- 자일대우 NEW BS106

#### 현대자동차
- 현대 그린시티
- 현대 뉴 슈퍼 에어로시티
- 현대 저상 뉴 슈퍼 에어로시티

#### 우진산전
- 우진산전 아폴로 1100

## 갤러리

인천시내버스 7번 (대차 전)
인천시내버스 42번 (대차 전)
인천시내버스 42번 (대차 전)
인천시내버스 77번 (대차 전)